# Otročok
Otročok (hongrois : Otrokocs) est un village de Slovaquie situé dans la région de Banská Bystrica.

## Histoire
La première mention écrite du village date de 1274.
La localité fut annexée par la Hongrie après le premier arbitrage de Vienne le 2 novembre 1938. En 1938, on comptait 217 habitants dont 4 d'origine juive. Elle faisait partie du district de Tornaľa (hongrois : Tornaljai járás). Durant la période 1938 - 1945, le nom hongrois Otrokocs était d'usage. À la libération, la commune a été réintégrée dans la Tchécoslovaquie reconstituée.

## Démographie

### Évolution de la population
| Année:               | 1994. | 2004.    | 2014.   | 2024.   |
| -------------------- | ----- | -------- | ------- | ------- |
| Nombre de personnes: | 245   | 301      | 319     | 320     |
| Différence:          |       | +22,85 % | +5,98 % | +0,31 % |

| Année:               | 2023. | 2024.   |
| -------------------- | ----- | ------- |
| Nombre de personnes: | 326   | 320     |
| Différence:          |       | -1,84 % |